# Presença de mercúrio em peixes

Fontes antrópicas próximas, como queima de carvão e mineração de ferro, podem contaminar fontes de água com metilmercúrio, que é eficientemente absorvido nos corpos dos peixes. Através do processo de biomagnificação, os níveis de mercúrio em cada estágio predatório sucessivo aumentam.

A presença de mercúrio em peixes é um problema de saúde para as pessoas que as consomen, especialmente para mulheres que estão ou podem engravidar, mães que amamentam e crianças pequenas. Peixes e mariscos concentram mercúrio em seus corpos, muitas vezes na forma de metilmercúrio, um composto organomercúrio altamente tóxico. O elemento é conhecido por bioacumular em humanos, então a bioacumulação em frutos do mar é transferida para as populações humanas, onde pode resultar em envenenamento por mercúrio. O mercúrio é perigoso tanto para os ecossistemas naturais como para os seres humanos porque é um metal conhecido por ser altamente tóxico, especialmente devido à sua capacidade de danificar o sistema nervoso central.
Em ecossistemas de peixes controlados pelo homem, geralmente feitos para a produção comercial de espécies de frutos do mar desejadas, o mercúrio aumenta claramente na cadeia alimentar por meio de peixes que consomem pequenos plânctons, bem como por fontes não alimentares, como sedimentos subaquáticos.
Os produtos de pescado contêm quantidades variadas de metais pesados, particularmente mercúrio e poluentes solúveis em gordura da poluição da água . Espécies de peixes de vida longa e alta na cadeia alimentar, como espadim, atum, tubarão, peixe- espada, carapau e tilefish contêm concentrações mais altas de mercúrio do que outras. Os cetáceos (baleias e golfinhos) também bioacumulam mercúrio e outros poluentes, de modo que populações que comem carne de baleia, como japoneses, islandeses, noruegueses e faroenses, também são vulneráveis à ingestão de mercúrio.

## Biomagnificação
O consumo de peixe é de longe a fonte mais significativa de exposição ao mercúrio relacionada à ingestão em humanos e animais. O mercúrio e o metilmercúrio estão presentes apenas em concentrações muito pequenas na água do mar. No entanto, eles são absorvidos, geralmente como metilmercúrio, por algas no início da cadeia alimentar. Esta alga é então comida por peixes e outros organismos superiores na cadeia alimentar. Os peixes absorvem eficientemente o metilmercúrio, mas o excretam muito lentamente. O metilmercúrio não é solúvel e, portanto, não é excretado. Em vez disso, ele se acumula, principalmente nas vísceras, embora também no tecido muscular. Isso resulta na bioacumulação de mercúrio, em um acúmulo no tecido adiposo de sucessivos níveis tróficos: zooplâncton, nécton pequeno, peixes maiores e assim por diante. Quanto mais velhos esses peixes se tornam, mais mercúrio eles podem ter absorvido. Qualquer coisa que coma esses peixes dentro da cadeia alimentar também consome o nível mais alto de mercúrio que os peixes acumularam, incluindo humanos. Esse processo explica por que peixes predadores, como espadarte e tubarões, ou pássaros como águias- pescadoras e águias, têm concentrações mais altas de mercúrio em seus tecidos do que poderiam ser explicadas apenas pela exposição direta. Espécies na cadeia alimentar podem acumular concentrações corporais de mercúrio até dez vezes maiores do que as espécies que consomem. Esse processo é chamado de biomagnificação. Por exemplo, o arenque contém níveis de mercúrio em cerca de 0,1 parte por milhão, enquanto o tubarão contém níveis de mercúrio superiores a 1 parte por milhão.

## Origens da poluição por mercúrio

### Poluição terrestre por mercúrio
Existem três tipos de emissão de mercúrio: antropogênica, reemissão e natural, incluindo vulcões e fontes geotérmicas. As fontes antropogênicas são responsáveis por 30% de todas as emissões, enquanto as fontes naturais são responsáveis por 10% e a reemissão pelos outros 60%. Embora a reemissão represente a maior proporção das emissões, é provável que o mercúrio emitido por essas fontes tenha sido originário de fontes antropogênicas.
As fontes antropogênicas incluem queima de carvão, produção de cimento, refino de petróleo, mineração de ouro artesanal e em pequena escala, resíduos de produtos de consumo, amálgama dental, indústria de cloro-álcalis, produção de cloreto de vinil e mineração, fundição e produção de ferro e outros metais. A quantidade total de mercúrio liberada pela humanidade em 2010 foi estimada em 1.960 toneladas. A maior parte disso vem da queima de carvão e mineração de ouro, representando 24% e 37% da produção antropogênica total, respectivamente.
A reemissão, o maior emissor, ocorre de várias maneiras. É possível que o mercúrio que foi depositado no solo seja reemitido no ciclo do mercúrio por meio de inundações. Um segundo exemplo de reemissão é um incêndio florestal; o mercúrio que foi absorvido pela vida vegetal é re-liberado na atmosfera. Embora seja difícil estimar a extensão exata da reemissão de mercúrio, é um importante campo de estudo. Saber com que facilidade e com que frequência o mercúrio emitido anteriormente pode ser liberado nos ajuda a saber quanto tempo levará para que uma redução nas fontes antropogênicas se reflita no meio ambiente. O mercúrio que foi liberado pode encontrar seu caminho para os oceanos . Um modelo de 2008 estimou a quantidade total de deposição nos oceanos naquele ano em 3.700 toneladas. Estima-se que os rios carreguem até 2.420 toneladas. Grande parte do mercúrio depositado nos oceanos é reemitido, no entanto; até 300 toneladas métricas são convertidas em metilmercúrio. Embora apenas 13% disso chegue à cadeia alimentar, ainda são 40 toneladas métricas por ano.
Grande parte (cerca de 40%) do mercúrio que eventualmente chega aos peixes se origina em usinas de energia a carvão e usinas de produção de cloro . A maior fonte de contaminação por mercúrio nos Estados Unidos são as emissões de usinas de energia movidas a carvão. As fábricas de produtos químicos de cloro usam mercúrio para extrair cloro do sal, que em muitas partes do mundo é descartado como compostos de mercúrio em águas residuais, embora esse processo tenha sido amplamente substituído pelo processo de célula de membrana economicamente mais viável, que não usa mercúrio. O carvão contém mercúrio como contaminante natural. Quando é acionado para geração de eletricidade, o mercúrio é liberado como fumaça na atmosfera. A maior parte dessa poluição por mercúrio pode ser eliminada se forem instalados dispositivos de controle de poluição.
O mercúrio nos Estados Unidos frequentemente vem de usinas de energia, que liberam cerca de 50% das emissões de mercúrio do país. Em outros países, como Gana, a mineração de ouro requer compostos de mercúrio, fazendo com que os trabalhadores recebam quantidades significativas de mercúrio enquanto realizam seus trabalhos. Tal mercúrio das minas de ouro é especificamente conhecido por contribuir para a biomagnificação nas cadeias alimentares aquáticas.
O mercúrio elementar geralmente vem de usinas de energia a carvão, e o mercúrio oxidado geralmente vem de incineradores . As usinas termoelétricas a óleo também contribuem com mercúrio para o meio ambiente. A indústria de energia, portanto, é um ator-chave na introdução de mercúrio no meio ambiente. Ao abordar a questão da redução da bioacumulação de mercúrio de frutos do mar em escala global, é importante identificar os principais produtores e consumidores de energia cuja troca de energia pode ser a raiz do problema.

### Poluição aquática por mercúrio
A criação de organismos aquáticos, conhecida como aquicultura, geralmente envolve ração para peixes que contém mercúrio. Um estudo de Jardine não encontrou nenhuma conexão confiável entre o mercúrio em alimentos para peixes afetando organismos de aquicultura ou organismos aquáticos na natureza. Mesmo assim, o mercúrio de outras fontes pode afetar os organismos cultivados através da aquicultura. Na China, espécies de peixes cultivados, como carpa cabeçuda, carpa de lama e Siniperca chuatsi, carregavam 90% do teor total de mercúrio em todos os peixes medidos em um estudo de Cheng. Este estudo também concluiu que o mercúrio se bioacumula através das cadeias alimentares mesmo em ambientes de aquicultura controlados. Tanto o mercúrio total quanto a absorção de metilmercúrio foram derivados de sedimentos contendo mercúrio, não principalmente de ração para peixes.
O Instituto de Biologia Marinha do Havaí observou que a alimentação de peixes usada na aquicultura geralmente contém metais pesados, como mercúrio, chumbo e arsênico, e despachou essas preocupações para organizações como a Organização das Nações Unidas para Agricultura e Alimentação.
O mercúrio pode entrar em sistemas de água doce por fontes pontuais e inundações prolongadas. No Canadá, o envenenamento por mercúrio em Grassy Narrows provavelmente foi causado por um derramamento em uma fábrica de papel, que é uma fonte pontual. Fontes não pontuais incluem inundações que criam habitats hospitaleiros para bactérias que podem converter mercúrio em metilmercúrio, que é a forma tóxica que se bioacumula através das teias alimentares aquáticas. Os efeitos dessas diferentes fontes de mercúrio foram estudados na Área Experimental dos Lagos em Ontário, Canadá, usando procedimentos de pesquisa, incluindo experimentos com ecossistemas de lagos inteiros e biópsias não letais de músculos de peixes.

### Controlar a saída de fontes de poluição por mercúrio
Um estudo liderado por cientistas da Universidade de Harvard e do US Geological Survey determinou que nas próximas décadas haverá um aumento de 50% nos níveis de mercúrio.  O estudo também mostra que os aumentos estão ligados através de emissões industriais e não são naturais como se pensava anteriormente.  No entanto, ao diminuir as emissões de plantas industriais, a possibilidade de diminuir o alto nível de mercúrio permanece plausível. Várias nações estão atualmente implementando sistemas que detectarão e, portanto, poderão controlar a saída de mercúrio na atmosfera. Dispositivos de controle de poluição do ar (APCDs) foram implementados na Coréia do Sul, pois o governo está começando a fazer um inventário das fontes de mercúrio. A poluição por mercúrio também pode ser removida por precipitadores eletrostáticos (ESPs). Filtros à base de mangas também são usados em fábricas que podem contribuir com mercúrio para o meio ambiente. A dessulfurização de gases de combustão, normalmente usada para eliminar o dióxido de enxofre, também pode ser usada em conjunto com APCDs para remover mercúrio adicional antes que os gases de escape sejam liberados no meio ambiente. Mesmo assim, países como a Coréia do Sul apenas começaram a usar estoques de fontes de mercúrio, questionando a rapidez com que as medidas antimercúrio serão colocadas nas fábricas.

## Efeitos e resultados na saúde

### Impactos díspares
O teor de mercúrio nos peixes não afeta todas as populações igualmente. Certos grupos étnicos, assim como crianças pequenas, são mais propensos a sofrer os efeitos do envenenamento por metilmercúrio. Nos Estados Unidos, Wallace reuniu dados que indicavam que 16,9% das mulheres que se autoidentificam como nativas americanas, asiáticas, das ilhas do Pacífico ou multirraciais excedem a dose de referência recomendada de mercúrio. Um estudo feito em crianças das Ilhas Faroé no Atlântico Norte mostrou problemas neurológicos decorrentes de mães que consomem carne de baleia-piloto durante a gravidez (ver Baleação nas Ilhas Faroé). Um artigo do NBER de 2020 descobriu que, na costa da Colômbia, os nascidos durante os períodos em que as capturas de peixes têm alto teor de mercúrio têm piores resultados educacionais e no mercado de trabalho do que os nascidos durante períodos de baixo teor de mercúrio nos peixes.

#### Regulação e saúde
Embora vários estudos tenham mostrado altas concentrações de mercúrio acumuladas em peixes, casos médicos muitas vezes não são relatados e representam uma dificuldade em correlacionar mercúrio em peixes com envenenamento humano. As questões ambientais abrangem uma ampla gama de áreas, mas os casos médicos associados a poluentes lançados no meio ambiente por fábricas ou áreas de construção causam problemas de saúde pública que afetam não apenas o meio ambiente, mas também o bem-estar humano. Substâncias venenosas para o corpo humano em uma determinada quantidade ou dose podem não causar nenhum sintoma ao longo do tempo. Embora existam limites para a quantidade de qualquer coisa que o corpo pode ter, o mercúrio é um veneno específico que produz sintomas físicos imediatos quando o corpo o acumula durante um período de tempo. 
Nos Estados Unidos, a Agência de Proteção Ambiental estima a quantidade de mercúrio no sangue humano que provavelmente não representará resultados fatais para a saúde. A agência é responsável por fazer cumprir os regulamentos e políticas que cobrem uma série de tópicos ambientais. A análise das concentrações de mercúrio no sangue em mulheres grávidas documentou que a exposição ao metilmercúrio (MeHg) ocorre principalmente através do consumo de peixe. O FDA dos EUA recomenda fortemente que mulheres grávidas e crianças pequenas consumam peixe cru. Mulheres grávidas e crianças pequenas muitas vezes não têm um sistema imunológico forte e correm maior risco de doenças transmitidas por alimentos.

#### Casos médicos e exposição ao mercúrio
Nos Estados Unidos, a EPA fornece conselhos sobre os níveis de mercúrio que não são fatais em humanos. Os sintomas de exposição a altos níveis de metilmercúrio incluem visão, audição e fala perturbadas, falta de coordenação e fraqueza muscular . Estudos médicos examinaram a correlação do consumo de peixe e problemas de saúde. Estudos americanos apresentam evidências do consumo de pescado e seus efeitos no desenvolvimento infantil . Estudos longitudinais concordam que as atividades humanas liberam mercúrio que se acumula na vida marinha. Abordar as questões do consumo de peixe obriga as autoridades de saúde a reconhecer as fontes de mercúrio no corpo humano. Tribos nativas americanas específicas são vulneráveis a uma alta exposição ao mercúrio. Estudos determinaram que esses povos nativos nos Estados Unidos sofrem mais de envenenamento por mercúrio e doenças do que qualquer outro grupo de coorte no país. Isso se deve ao fato de que o peixe é a principal fonte de proteína. O risco de exposição foi avaliado por meio de um estudo médico, levantando questões judiciais sobre se a saúde pública desses grupos é uma prioridade nos Estados Unidos.

#### Trabalho e exposição
A maioria dos casos que surgem são devidos à exposição ao trabalho ou intoxicação medicinal. Os defensores da justiça ambiental podem relacionar esses casos de mercúrio à quantidade não regulamentada de mercúrio que entra no meio ambiente. Os trabalhadores podem ser expostos ao mercúrio através da fabricação de tubos fluorescentes, cloroálcalis ou acetaldeído, entre outros produtos. Fontes antropogênicas e locais onde o mercúrio é liberado ou usado como sólido ou vapor, causa fadiga, tontura, hiperidrose, congestão no peito e perda de habilidades motoras. Quando levado ao hospital, os níveis de neurotoxicidade já haviam ultrapassado os valores máximos. Medicamentos de venda livre demonstraram ter vestígios de cloreto mercuroso. Pesquisas médicas relataram que as crianças que receberam doses desses medicamentos experimentaram sintomas físicos como " baba, movimentos irregulares do braço e marcha prejudicada". As exposições a isso resultam em graves deficiências físicas de produtos químicos não regulamentados que são colocados nos produtos. A ingestão de laxantes que continham cerca de 120 mg de cloreto de mercúrio também tem sido casos de toxicidade do mercúrio.
Mesmo em países como a Suécia, que eliminaram gradualmente o mercúrio na indústria e na fabricação de odontologia, quantidades remanescentes de mercúrio ainda existem em lagos e áreas costeiras. Além disso, as contribuições globais do mercúrio para o meio ambiente também afetam aquele país. Um estudo na Suécia selecionou 127 mulheres que tinham alto nível de consumo de peixe. Cerca de 20% das mulheres selecionadas, após amostras de cabelo e sangue, excederam a dose de referência recomendada pela EPA de 0,1 microgramas de metilmercúrio por quilograma de peso corporal. Além disso, o estudo concluiu que não havia "margem de segurança para efeitos de desenvolvimento neural em fetos" sem remover as espécies de peixes agressores das dietas das mulheres. Isso indica que as famílias que pretendem criar filhos devem ter um cuidado especial ao expor seus bebês ainda não nascidos ao mercúrio tóxico por meio de peixes.
As crianças expostas ao mercúrio são particularmente suscetíveis ao envenenamento, uma vez que a proporção de ingestão de alimentos, água e ar em relação ao peso corporal individual é muito maior do que a dos adultos . Além disso, as crianças apresentam um crescimento rápido que as torna mais suscetíveis à exposição prejudicial ao metilmercúrio, bem como às consequências a longo prazo dessa exposição durante o desenvolvimento infantil . A idade jovem desempenha um papel importante em termos de danos causados pelo mercúrio, e muita literatura sobre mercúrio concentra-se em mulheres grávidas e precauções específicas destinadas a prevenir a exposição ao mercúrio em jovens. A exposição pré-natal ao metilmercúrio causa problemas comportamentais em bebês e piora o desempenho nos testes cognitivos . Além disso, Hughner estima que 250.000 mulheres podem estar expondo seus bebês ainda não nascidos a níveis de metilmercúrio acima dos níveis federais recomendados.
Economicamente, não parece haver diferença na exposição ao mercúrio com base na faixa socioeconômica e na capacidade de comprar peixe no mercado. Um estudo mostra "não há diferenças significativas nos níveis de mercúrio em atum, anchova e linguado em função do tipo de loja ou bairro econômico".

#### Por nação
Certos países têm diferenças culturais que levam a um maior consumo de peixe e, portanto, a uma maior exposição ao metilmercúrio de frutos do mar. Em Gana, a população local tradicionalmente consome grandes quantidades de peixe, levando a quantidades potencialmente perigosas de mercúrio na corrente sanguínea. Na Bacia Amazônica, durante a estação chuvosa, os peixes herbívoros dominam a dieta de 72,2% das mulheres selecionadas de uma determinada aldeia amazônica. A análise também mostra aumento do teor de mercúrio no cabelo de humanos que comem peixe diariamente na Amazônia.
O caso mais grave de envenenamento por mercúrio na história recente ocorreu na cidade japonesa de Minamata, na década de 1950. O envenenamento por Minamata demonstrou que a exposição pré -natal e pós -natal significativa a altos níveis de metilmercúrio causou sérios problemas neurológicos. As vítimas de Minamata também mostraram sinais mais altos do que o normal de doenças psiquiátricas, juntamente com essas doenças causadas por problemas neurológicos subjacentes.
Uma pesquisa de 2014 do USGS sobre os níveis de mercúrio no sistema de água dos Estados Unidos descobriu que as concentrações de metilmercúrio em peixes eram tipicamente mais altas em áreas úmidas, incluindo os riachos da planície costeira no sudeste. Os níveis de metilmercúrio dos peixes também eram altos no oeste dos EUA, mas apenas em riachos que haviam sido extraídos para mercúrio ou ouro.

### Doença de Minamata
Na década de 1950, habitantes da cidade litorânea de Minamata, na ilha de Kyushu, no Japão, notaram um comportamento estranho em animais. Os gatos exibiam tremores nervosos, dançavam e gritavam. Dentro de alguns anos, isso foi observado em outros animais; pássaros cairiam do céu. Os sintomas também foram observados em peixes, um importante componente da dieta, especialmente para os pobres. Quando os sintomas humanos começaram a ser notados por volta de 1956, uma investigação começou. A pesca foi oficialmente proibida em 1957. Descobriu-se que a Chisso Corporation, uma empresa petroquímica e fabricante de plásticos como cloreto de vinila, vinha despejando resíduos de metais pesados no mar há décadas. Eles usaram compostos de mercúrio como catalisadores em suas sínteses. Acredita-se que cerca de 5.000 pessoas foram mortas e talvez 50.000 foram até certo ponto envenenadas por mercúrio. O envenenamento por mercúrio em Minamata, no Japão, agora é conhecido como doença de Minamata.

### Benefícios do consumo de frutos do mar
O Colégio Americano de Obstetras e Ginecologistas observou que, considerando todos os perigos e benefícios, o resultado geral de comer peixe nos Estados Unidos provavelmente melhorará a saúde pessoal em vez de prejudicá-la. A faculdade argumenta que os ácidos graxos poliinsaturados ômega-3 encontrados nos peixes têm um benefício para a saúde que supera os danos do mercúrio ou dos bifenilos policlorados . Mesmo assim, o Colégio sugeriu limitar o consumo de peixe para mulheres grávidas. Um estudo de risco-benefício que avaliou os riscos do consumo de mercúrio em relação aos benefícios derivados do peixe no Alasca mostrou que os benefícios superam os riscos do consumo de salmão tanto para a saúde cardiovascular quanto para o desenvolvimento neurológico infantil, e que os dados de metilmercúrio para peixes não oleosos precisam ser ser de alta qualidade antes que o risco relativo possa ser identificado com segurança. O Seychelles Child Development Study rastreou mais de setecentos pares mãe-filho por nove anos e não encontrou problemas neurológicos nas crianças resultantes da exposição pré-natal e pós-natal ao metilmercúrio. Um estudo feito com peixes comercializados em Omã concluiu que, exceto em alguns casos raros, os peixes disponíveis para consumo apresentavam níveis de mercúrio inferiores aos limites definidos por diversos órgãos de saúde. Alguns, citando esses estudos, sugeriram a criação de alertas de consumo baseados em locais. No entanto, as abordagens locais não levam em consideração casos de envenenamento por mercúrio grave, como o encontrado na doença de Minamata.
O selênio é um elemento conhecido por neutralizar alguns dos perigos da ingestão de mercúrio. Vários estudos foram feitos, como os de Nova Jersey e Suécia, que levam em consideração os níveis de selênio e mercúrio. Os peixes geralmente contêm selênio em conjunto com mercúrio bioacumulado, o que pode compensar alguns dos perigos associados ao mercúrio ingerido.
| Categoria              | Regulamento                                                                  | Resultado |
| ---------------------- | ---------------------------------------------------------------------------- | --- |
| Cosméticos             | Lei de Assuntos Farmacêuticos                                                | Proibir o uso de mercúrio e seus compostos |
| Agricultura            | Lei de Controle de Produtos Químicos Agrícolas                               | Proibir o uso de mercúrio e seus compostos como ingrediente ativo |
| Mercadorias domésticas | Lei sobre o controle de produtos domésticos que contêm substâncias perigosas | Sem mercúrio em adesivos domésticos, tintas domésticas, cera doméstica, graxa para sapatos, creme para sapatos, fraldas, babadores, roupas íntimas, luvas e meias                                                        |
| Produtos farmacêuticos | Lei de Assuntos Farmacêuticos                                                | Nenhum uso de compostos de mercúrio em preparações orais. Nenhum uso de compostos de mercúrio, exceto mercurocromo, como ingrediente ativo. Mercúrio como conservante somente se nenhuma outra opção estiver disponível. |
| Ar                     | Lei de Controle de Poluição do Ar                                            | Não mais de 40 ng/m 3 |
| Água                   | Lei Básica do Meio Ambiente e Lei de Controle da Poluição da Água            | Padrão de qualidade ambiental: não mais que 0,0005 mg/L em hidrovias e águas subterrâneas . Padrão de efluente: não mais que 0,005 mg/L na efluência.                                                                    |
| Solo                   | Lei Básica do Meio Ambiente e Lei de Contramedidas de Contaminação do Solo   | Padrão de qualidade ambiental: não mais que 0,0005 solução de amostra mg/L. Padrão de eluição : não mais que 0,0005 mg/L. Padrão de conteúdo: não mais que 15 mg/kg                                                      |